# Elecciones a las Cortes de Castilla-La Mancha de 2019
Las elecciones a las Cortes de Castilla-La Mancha de 2019 se celebraron el domingo, 26 de mayo de 2019. Se eligieron los 33 diputados a la x legislatura las Cortes de Castilla-La Mancha, mediante un sistema proporcional con listas cerradas en las cinco circunscripciones provinciales.

## Sistema electoral
| Reparto de escaños por circunscripciones |             |        |             |        |       |
| Albacete                                 | Ciudad Real | Cuenca | Guadalajara | Toledo | Total |
| 7                                        | 7           | 5      | 5           | 9      | 33    |
|                                          |             |        |             |        |       |

## Candidaturas
A continuación, se muestra una lista de las candidaturas que o bien obtuvieron representación en las últimas elecciones castellanomanchegas o bien son consideradas "grupos políticos significativos" conforme a la Junta Electoral Central mostrándose enumeradas en orden descendente de escaños obtenidos en las anteriores elecciones. Asimismo, los partidos y alianzas que conforman el gobierno en el momento de las elecciones están sombreados en verde claro.
| Candidatura | Candidatura                              | Integrantes             | Candidato/a | Candidato/a        | Diputados previos (2015)          |           |  |                      |    |
| ----------- | ---------------------------------------- | ----------------------- | ----------- | ------------------ | --------------------------------- | --------- |  | -------------------- | -- |
| Candidatura | Candidatura                              |                         | Candidato/a | Candidato/a        | Partido Socialista Obrero Español | PSCM-PSOE |  | Emiliano García-Page | 15 |
|             | Partido Popular                          | PP                      |             | Francisco Núñez    | 16                                |           |  |                      |    |
|             | Ciudadanos- Partido de la Ciudadanía     | Cs                      |             | Carmen Picazo      | 0                                 |           |  |                      |    |
|             | Unidas Podemos- Izquierda Unida-Equo CLM | Podemos IU-CLM Equo CLM |             | José García Molina | 2                                 |           |  |                      |    |
|             | Vox                                      | VOX                     |             | Daniel Arias Vega  | 0                                 |           |  |                      |    |

## Encuestas
| Encuestadora                                          | Fecha                          | Tamaño | PP         | PSOE       | Cs       | Vox     |          |
| ----------------------------------------------------- | ------------------------------ | ------ | ---------- | ---------- | -------- | ------- | -------- |
| Encuestadora                                          | Fecha                          | Tamaño |            |            |          |         |          |
| Elecciones a las cortes de Castilla-La Mancha de 2019 | 26 de mayo de 2019             |        | 28.5 10    | 44.1 19    | 11.4 4   | 7.0 0   | 6.9 0    |
|                                                       |                                |        |            |            |          |         |          |
| GfK/FORTA                                             | 26 de mayo de 2019             | 26 000 | 26.6 8/10  | 43.1 16/18 | 10.4 3/4 | 7.7 0/1 | 10.0 2/3 |
| ElectoPanel/Electomanía                               | 29 de abril–23 de mayo de 2019 | ?      | 27.3 11    | 35.6 15    | 15.4 5   | 8.7 1   | 9.5 1    |
| ElectoPanel/Electomanía                               | 29 de abril–22 de mayo de 2019 | ?      | 27.8 11    | 35.7 15    | 15.1 5   | 8.6 1   | 9.4 1    |
| ElectoPanel/Electomanía                               | 29 de abril–21 de mayo de 2019 | ?      | 27.6 11    | 35.4 15    | 15.2 5   | 8.9 1   | 9.6 1    |
| ElectoPanel/Electomanía                               | 29 de abril–20 de mayo de 2019 | ?      | 27.7 11    | 35.1 15    | 15.6 5   | 8.7 1   | 9.7 1    |
| NC Report/La Razón                                    | 19 de mayo de 2019             | ?      | 28.1 11/12 | 38.4 15/16 | ? 3/4    | ? 1/2   | ? 1/2    |
| ElectoPanel/Electomanía                               | 29 de abril–19 de mayo de 2019 | ?      | 27.7 11    | 35.0 15    | 15.0 5   | 8.9 1   | 9.6 1    |
| ElectoPanel/Electomanía                               | 29 de abril–16 de mayo de 2019 | ?      | 26.9 11    | 33.7 12    | 17.5 7   | 9.1 2   | 9.5 1    |
| ElectoPanel/Electomanía                               | 29 de abril–13 de mayo de 2019 | ?      | 25.6 11    | 31.6 12    | 19.8 7   | 10.0 2  | 9.9 1    |
| ElectoPanel/Electomanía                               | 29 de abril–10 de mayo de 2019 | ?      | 24.5 11    | 31.0 12    | 20.6 7   | 10.6 2  | 10.2 1   |
| Numeral8                                              | 6–9 de mayo de 2019            | 2000   | 27.1 10/11 | 38.8 15/17 | 13.3 3/4 | 8.7 1/2 | 9.0 1/2  |
| ElectoPanel/Electomanía                               | 29 de abril–7 de mayo de 2019  | ?      | 23.9 11    | 31.0 12    | 20.8 7   | 10.9 2  | 10.1 1   |
| ElectoPanel/Electomanía                               | 29 de abril–4 de mayo de 2019  | ?      | 23.6 9     | 30.7 12    | 20.9 7   | 11.0 4  | 10.2 1   |
| Elecciones generales de España de abril de 2019       | 28 Apr 2019                    |        | 22.7 8     | 32.4 13    | 17.5 6   | 15.3 5  | 10.2 1   |
| CIS                                                   | 21 Mar–23 Apr 2019             | 1088   | 29.8 11/14 | 40.3 15/18 | 8.6 2/3  | 6.8 0/1 | 10.9 2/3 |
| ElectoPanel/Electomanía                               | 22 Feb–7 Apr 2019              | ?      | 27.0 11    | 34.8 13    | 11.8 2   | 12.3 5  | 9.9 2    |
| ElectoPanel/Electomanía                               | 22 Feb–31 Mar 2019             | ?      | 26.2 10    | 35.0 13    | 12.2 4   | 12.4 5  | 9.8 1    |
| ElectoPanel/Electomanía                               | 22 Feb–24 Mar 2019             | ?      | 26.5 10    | 36.0 14    | 12.0 4   | 12.0 4  | 9.5 1    |
| ElectoPanel/Electomanía                               | 22 Feb–17 Mar 2019             | ?      | 26.6 10    | 34.4 13    | 11.1 3   | 14.4 5  | 9.7 2    |
| ElectoPanel/Electomanía                               | 22 Feb–10 Mar 2019             | ?      | 26.1 10    | 33.9 13    | 11.7 3   | 14.3 5  | 9.9 2    |
| ElectoPanel/Electomanía                               | 22 Feb–3 Mar 2019              | ?      | 26.3 10    | 33.7 13    | 11.8 3   | 14.0 5  | 9.9 2    |
| SW Demoscopia/PSOE                                    | 8 Jan 2019                     | 2000   | 26.3 10/11 | 40.3 16/17 | 16.3 4/5 | 8.5 0/1 | 8.6 1/2  |
| NC Report/La Razón                                    | 14–18 de mayo de 2018          | 1400   | 33.3 13/14 | 32.9 13/14 | 15.0 4/5 | –       | –        |
| SyM Consulting                                        | 21–24 Mar 2018                 | 3200   | 32.2 11/14 | 35.0 13/17 | 14.3 3/4 | –       | –        |
| Celeste-Tel/PSOE                                      | 1–22 Mar 2018                  | 1950   | 28.6 11    | 37.2 14/17 | 16.8 4/6 | –       | –        |
| Noxa/PSOE                                             | 22–26 de mayo de 2017          | 1000   | 34.3       | 37.9       | 12.5     | –       | –        |
| Elecciones generales de España de 2016                | 26 Jun 2016                    |        | 42.7 16    | 27.3 9     | 13.0 4   | 0.2 0   | 14.7 4   |
| Elecciones generales de España de 2015                | 20 Dec 2015                    |        | 38.1 14    | 28.4 11    | 13.8 4   | 0.3 0   | –        |
|                                                       |                                |        |            |            |          |         |          |
| Elecciones a las Cortes de Castilla-La Mancha de 2015 | 24 de mayo de 2015             |        | 37.5 16    | 36.1 15    | 8.6 0    | 0.5 0   | –        |

## Participación
A lo largo de la jornada se publicaron los datos de participación en las elecciones en dos avances, a las 14:00 y a las 18:00, sin contar el voto por correo. Tras ello, se mostró el dato de la participación definitiva al final de la jornada electoral (20:00):
|  | 37,35 % |

|  | 38,40 % |

|  | 53,12 % |

|  | 55,29 % |

|  | 67,98 % |

|  | 71,50 % |

## Resultados

### Autonómico
Solo tres candidaturas obtuvieron representación parlamentaria en la x legislatura. La candidatura del Partido Socialista Obrero Español (PSOE), obtuvo una mayoría absoluta de 19 escaños, mientras que las del Partido Popular y Ciudadanos-Partido de la Ciudadanía obtuvieron, respectivamente, 10 y 4 escaños. También se incluye en la tabla a Unidas Podemos y Vox porque, aunque no obtuvieron representación, son dos partidos que tienen una alta presencia a nivel nacional y también en otras autonomías. A continuación, se muestran los resultados autonómicos:
|  | 44,10 % |

|  | 28,53 % |

|  | 11,38 % |

|  | 7,02 % |

|  | 6,92 % |

|  | 1,24 % |

|  | 0,81 % |

|  | 67,98 % |

### Resultados por circunscripción

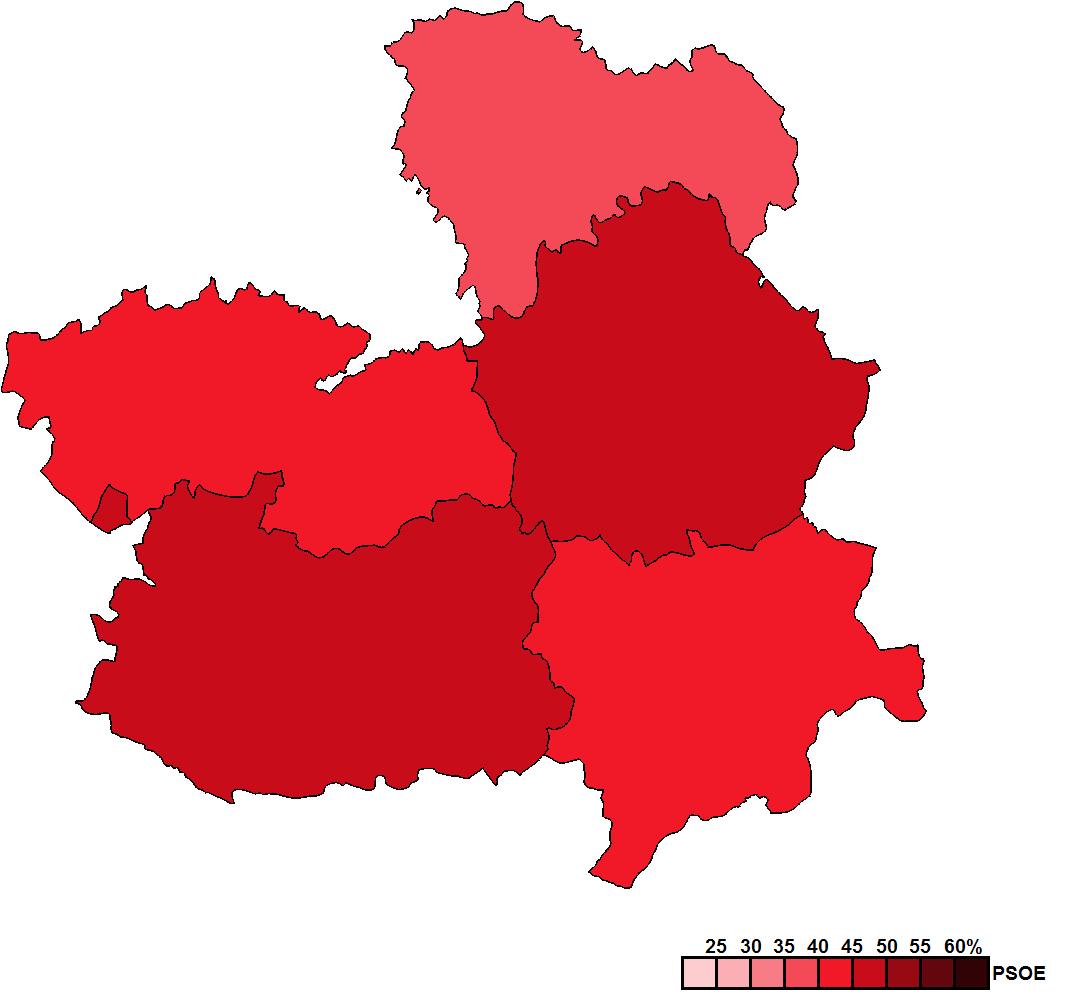
Resultados por circunscripciones electorales.

Resultados detallados en cada una de las cinco circunscripciones:
| Circunscripción | PSOE         | Partido Popular | Ciudadanos-Partido de la Ciudadanía | Vox        | Unidas Podemos | Total |
| --------------- | ------------ | --------------- | ----------------------------------- | ---------- | -------------- | ----- |
| Albacete        | 4 (1) 41,92% | 2 (1) 29,06%    | 1 (1) 13,16%                        | 0 () 5,68% | 0 () 7,94%     | 7     |
| Ciudad Real     | 4 () 46,26%  | 2 (2) 28,56%    | 1 (1) 11,26%                        | 0 () 5,98% | 0 () 6,15%     | 7     |
| Cuenca          | 3 (1) 46,45% | 2 (1) 32,78%    | 0 () 7,87                           | 0 () 5,59% | 0 () 5,48%     | 5     |
| Guadalajara     | 3 (1) 39,56% | 1 (1) 24,33%    | 1 (1) 14,44%                        | 0 () 9,53% | 0 (1) 9,36%    | 5     |
| Toledo          | 5 (1) 44,57% | 3 (1) 28,28%    | 1 (1) 10,52%                        | 0 () 8,13% | 0 (1) 6,53%    | 9     |
| TOTAL           | 19 ( 4)      | 10 ( 6)         | 4 ( 4)                              | 0 ()       | 0 ( 2)         | 33    |
| TOTAL           |              |                 |                                     |            |                | 33    |

## Diputados electos
Relación de diputados electos por circunscripción:
| Elecciones a las Cortes de Castilla-La Mancha de 2019 Diputados electos |                                | | |                                                                                       |                                                                           | |
| Candidatura                                                             | Candidatura                    | Albacete | Ciudad Real | Cuenca                                                                                | Guadalajara                                                               | Toledo |
|                                                                         | PSCM-PSOE (19 diputados)       | 1. Santiago Cabañero Masip 2. Josefa Navarrete Pérez 3. Julián Martínez Lizán 4. María Isabel Sánchez Cerro | 1. José Manuel Caballero Serrano 2. Ana Isabel Abengózar Castillo 3. Iván Jesús Rodrigo Benito 4. Ana Vanesa Muñoz Muñoz | 1. José Luis Martínez Guijarro 2. Joaquina Saiz Cebrián 3. Ángel Tomás Godoy Martínez | 1. Pablo Bellido Acevedo 2. Sara Simón Alcorlo 3. Eusebio Robles González | 1. Emiliano García-Page Sánchez 2. Diana López Gómez 3. Fernando Mora Rodríguez 4. María Rosario García Saco 5. José Antonio Contreras Nieves |
|                                                                         | Partido Popular (10 diputados) | 1. Vicente Aroca Sáez 2. Cesárea Arnedo Megías                                                              | 1. María Dolores Merino Chacón 2. Miguel Ángel Rodríguez González                                                        | 1. Benjamín Prieto Valencia 2. María Roldán García                                    | 1. Ana Cristina Guarinos López                                            | 1. Francisco Javier Núñez Núñez 2. Carolina Agudo Alonso 3. Emilio Bravo Peña                                                                 |
|                                                                         | Ciudadanos (4 diputados)       | 1. María del Carmen Picazo Pérez                                                                            | 1. Úrsula López Fuentes                                                                                                  |                                                                                       | 1. Alejandro Ruiz de Pedro                                                | 1. David Muñoz Zapata |

## Investidura
| Resultado de la votación de investidura del Presidente de la Junta de Comunidades de Castilla-La Mancha |                                                        |      |    |    |   |       |
| Candidato                                                                                               | Fecha                                                  | Voto |    |    |   | Total |
| Emiliano García-Page (PSCM-PSOE)                                                                        | 1 de julio de 2019 Mayoría requerida: absoluta (17/33) | Sí   | 19 |    |   | 19/33 |
| Emiliano García-Page (PSCM-PSOE)                                                                        | 1 de julio de 2019 Mayoría requerida: absoluta (17/33) | No   |    | 10 | 4 | 14/33 |
| Emiliano García-Page (PSCM-PSOE)                                                                        | 1 de julio de 2019 Mayoría requerida: absoluta (17/33) | Abs. |    |    |   | 0/33  |